# Батлье Ибаньес, Хорхе
Хорхе Луис Батлье Ибаньес (исп. Jorge Luis Batlle Ibáñez; 25 октября 1927, Монтевидео, Уругвай — 24 октября 2016, там же) — уругвайский государственный деятель, член партии Колорадо, президент Уругвая (2000—2005).

## Биография

### Начало карьеры
Принадлежал к семье Батлье, четыре представителя который становились президентами Уругвая, в том числе его отец — Луис Батлье Беррес. В 1947 г. он отправился в Лондон для получения образования, затем окончил юридический факультет Республиканского университета, специализировался на экономическом праве. Работал журналистом, вёл ежедневные авторские колонки в издании El Día, основанным ещё в конце XIX века наиболее значительным представителем семьи Хосе Батлье-и-Ордоньесом. Был редактором, секретарём редакции и директором газеты Accion, основанной его отцом в 1948 году. С 1973 по 1976 год работал журналистом и режиссёром радио «Ариэль», на котором он изначально вёл джазовую программу.
Начал свою политическую карьеру в 1958 году, когда он был впервые избран в Палату депутатов от Монтевидео как представитель партии «Колорадо», входил в состав комиссии по национальной обороне. В 1965 году он становится лидером «Списка 15», либерального крыла партии. Тогда же он выступил за воссоздания системы президентского правления в противовес действовавшему на тот момент коллегиальному способу управления страной в формате Национального Совета Правительства Уругвая. Выступил одним из разработчиков и сторонников реформы Конституции Республики, которая была поддержана на референдуме 1966 г. В 1967 году рассматривался в качестве возможного кандидата на пост президента Уругвая, но уступил Оскару Хестидо.
В апреле 1968 года на его имидж серьёзно повлиял финансовый скандал под названием La Infidencia, согласно которому он лично воспользовался конфиденциальной информацией о неизбежной девальвации валюты правительством. Однако доказать его причастность к этому скандалу не удалось. В 1971 году он вновь неудачно боролся за выдвижение своей кандидатуры на пост главы государства от партии «Колорадо».

### Диктатура и восстановление демократии
После установления Военной диктатуры в Уругвае в октябре 1971 года он содержался в казарме и был обвинён в предполагаемых преступлениях против Вооружённых сил, когда офицеры армии начали кампанию против «экономических преступлений» и хотели расследовать факты коррупции. Таким образом, он оказался первым политзаключённым по экспресс-приказу военных. Затем он был освобождён, но впоследствии неоднократно подвергался арестам. В период военно-гражданской диктатуры ему, как и целому ряду других политических лидеров Институциональным законом № 4 от 1 сентября 1976 года было запрещено заниматься политической деятельностью . Большую часть этих лет он провёл в бразильском штате Риу-Гранди-ду-Сул, занимался торговлей скотом.
Между 1976 и 1983 годами он присоединился к Амилкару Васконселосу и Раумару Джуду, триумвирату, который тайно возглавлял деятельность партии «Колорадо», совместно с руководством «Национальной партии» старался найти компромисс с Вооружёнными Силами.
В ноябре 1984 года на первых выборах после окончания правления диктатуры был избран в Сента, в феврале 1985 года председательствовал на церемонии открытия Законодательного собрания. В октябре 1986 года он возглавлял уругвайскую делегацию на сессии Генеральной Ассамблеи Организации Объединённых Наций. Несмотря на противодействие завершающего свои полномочия президента Хулио Сангинетти выдвинул свою кандидатуру в качестве второго кандидата на пост главы государство. Однако его отрицательная позиция по поводу предложенной конституционной реформы, благоприятствующей пенсионному сектору, настроила против него многих избирателей и он получил только 14,7 % голосов. В 1994 году он в четвёртый раз становится кандидатом в президенты, но получает лишь 5 % голосов.

### На посту президента Уругвая
На президентских выборах 1999 года одержал победу во втором туре голосования и 1 марта 2000 года вступил в должность главы государства. Его президентство было отмечено контрастом неудач и успехов.
Во внешней политике международной политике ориентировался на сближение с Соединёнными Штатами. Первые позитивные контакты между ним и американским президентом Джорджем Бушем-старшим состоялись в тот момент, когда Батлье выступил посредником в вопросе освобождения 25 американских солдата, находившихся на тот момент в китайской тюрьме на Хайнане. Впоследствии ему удалось существенно повысить экспорт уругвайского мяса в США, настойчиво продвигалась идея о подписании соглашения о свободной торговле, однако новый глава Уругвая Табаре Васкес отказался его подписывать. Одним из значимых моментов в двусторонних отношениях стало получение Уругваем американских кредитов, когда МВФ отказался выделить стране новый транш.
В то же время ухудшились отношения с соседней Аргентиной из-за неудачных заявлений главы Уругвая о президенте Эдуардо Дуальде. Он назвал правящую элиту Аргентины «рукой воров», а про президента высказался в том ключе, что у него нет политической силы, нет поддержки и он не знает, куда идёт. Как потом выяснилось лидер Уругвая не думал, что эти реплики записываются. В разгоревшемся скандале его политические оппоненты требовали провести психиатрическую экспертизу президента.
В апреле 2002 года были разорваны дипломатические отношения с Кубой после того как в ходе пресс-конференции Фидель Кастро назвал президента Уругвая иудой и лжецом, когда тот так представил в Комиссию по правам человека Организации Объединённых проект резолюции с вопросом о положении в области прав человека на Кубе и просил направить представителя международной организации на остров, чтобы изучить ситуацию на месте.
В своей внутренней политики он активно проводил реформы, которые имели разную степень результативности. В первые месяцы правления он стремился решить проблему исчезнувших в период правления военно-гражданской диктатуры граждан, создав авторитетную комиссию с участием юристов партии «Колорадо», «Национальной партии», «Широкого фронта». Начальная активность позволила повысить рейтинг президента до рекордных 66 %, однако со временем работа в этом направлении сошла на нет и вызвала публичное разочарование родственников похищенных военными граждан.
Позитивным моментом стало создание отдела регулирования услуг связи (URSEC), отвечающей за регулирование и контроль деятельности, связанной с телекоммуникациями и почтовыми услугами, это позволило модернизировать отрасль и усилить в ней конкурентную среду. Однако попытки президента демонополизировать ТЭК потерпели неудачу из-за противодействия со стороны государственных корпораций. В целом социально-экономическая ситуация ухудшалась, кризис привёл к самому высокому уровню безработицы в истории Уругвая, обесцениванию банковских вкладов и росту числа суицидов (этот показатель увеличился на 12,6 %, что означало, что в день два уругвайца совершали самоубийства). Прямым следствием кризиса стало резкое снижение реальной заработной платы, которая в период с 2003 по 2004 год с достигла своего минимум (потеря 22 % по сравнению с 2000 года). Также в отставку ушли ряд ключевых фигур экономического блока кабинета министров. 30 июля банки страны вынужденно прекратили работу, поскольку в банкоматах закончились деньги в связи с тем, что многие аргентинские вкладчики направляли свои сбережения в Уругвай, когда они не могли снять деньги в своей стране, в результате банки вновь начали функционировать лишь 5 августа. 31 июля и 1 августа по стране прокатилась волна грабежей супермаркетов. Только получение американского транша в размере 1500 миллионов долларов спасло экономику страны от дефолта. Неспособность властей справиться с кризисом перевело изначально поддерживавшую президента Национальную партию в стан его оппонентов, в ноябре 2002 года она отозвала своих министров из правительства страны.
Катастрофическая ситуация в экономике привела к краху поддержки президента уругвайцами. 58 % процентов при избрании превратились в 1 % в августе 2004 года и 5 % в конце срока его полномочий. В 2003 году при ответе на вопрос, несёт ли глава государства полную ответственность за финансовый кризис в стране, 63 % респондентов ответили утвердительно, 20 % — отрицательно. Тем не менее, более 50 % указали, что президент сделал всё возможное, чтобы справиться с кризисом.
После всеобщих выборов 2004 г. к власти пришёл оппозиционный «Широкий фронт», экс-президент сначала отказался от назначения в Сенат, а потом от предложения президента Васкеса стать послом в Соединённых Штатах. До конца жизни он занимался частными проектами, в то же время оставаясь публичным политическим и общественным деятелем.

## Взгляды и общественная деятельность
С 1956 года регулярно посещал конференции в Буэнос-Айресе двух видных экономистов австрийской школы, Фридриха фон Хайека и Людвига фон Мизеса, оказался под влиянием идей экономического либерализма. В 1988 году Генералитетом Каталонии он был приглашён для лекций в Испанию. В том же году он также активно работал в Институте иберо-американского сотрудничества (впоследствии — Испанское агентство международного сотрудничества в целях развития) в Мадриде.
Утверждал, что не принадлежит к «никакой позитивной религии», считал себя деистом.